# Still Life (gruppo musicale britannico)
Gli Still Life sono stati una band inglese, attiva dal 1963 al 1971; incisero anche alcuni 45 giri con le denominazioni Peeps e Rainbows.

## Storia del gruppo
Nati nel 1963 come gruppo beat su iniziativa di Martin Cure e Graham Amos come gruppo beat con il nome Sabres, cambiarono nome in Peeps dopo aver firmato con la Philips Records, per cui incisero cinque 45 giri.
Passati alla CBS, con l'ingresso di un tastierista e la sostituzione del batterista cambiarono il nome in Rainbows e pubblicarono due 45 giri nel 1969 prodotti da Jimmy Duncan.
Durante una tournée in Germania il chitarrista Albrighton lasciò il gruppo (formò in seguito i Nektar), e il gruppo, tornato in patria, sostituì il batterista ma non il chitarrista, entrò nella formazione anche un flautista, cambiarono genere avvicinandosi a un prog basato sulle tastiere e cambiarono nuovamente il nome nel definitivo Still Life.
Ottenuto un contratto con la Vertigo, registrarono un album omonimo, con un teschio in copertina, con la produzione di Stephen Shane, definito da Ciao 2001 come "rock elementare con assoli classicheggianti" (recensione di Enzo Caffarelli da "Ciao 2001" di aprile 1971).
Il gruppo si sciolse per divergenze tra i componenti, e Martin Cure entrò nei Cupid's Inspiration.

## Formazione
- Martin Cure: voce
- Roy Albrighton: chitarra (dal 1963 al 1969)
- Graham Amos: basso
- Paul Wilkinson: batteria (dal 1963 al 1967)
- Gordon Reed: batteria (dal 1968 al 1969)
- Alan Savage: batteria (dal 1969 al 1971)
- Terry Howells: tastiere (dal 1968 al 1971)
- Dick Patrick: flauto (dal 1969 al 1971)

## Discografia

### Album
- 1971: Still Life (Vertigo Records, 6360 026)

### Singoli
- 1965: Now Is The Time/Got Plenty Of Love (Philips, BF 1421, 326714 BF)
- 1965: What Can I Say?/Don't Talk About Love (Philips, BF 1443, 326730 BF)
- 1966: Gotta Get A Move On/I Yold You Beforee (Philips, BF 1478 326751 BF)
- 1966: Tra La La/The Loser Wins (Philips, BF 1509, 326 770 BF)
- 1967: I Can Make the Rain Fall Up/It's All Over Now (Philips, BF 1605, 326 826 BF)
- 1969: Rainbows/Nobody But You (CBS, 3995)
- 1969: New Day Dawning/Days And Nights (CBS, 4568)